# U 206
U 206 Reichenberg byla německá ponorka typu VIIC pojmenovaná po severočeském městu Liberec (německy Reichenberg). Byla postavená počátkem 2. světové války pro Kriegsmarine.

## Patronát
Tradicí ponorkového loďstva byly patronáty významných měst. Hlavním městem Říšské župy Sudety byl Reichenberg, tedy Liberec a Liberec byl významným správním a průmyslovým městem. To jej předurčovalo k tomu aby se stal patronem ponorky U 206. Patronátní akce byla pečlivě připravována a propagována v novinách a časopisech. V Liberci se řešila podoba městského znaku, který ještě před spuštěním na vodu musel být v loděnici umístěn na věž ponorky U 206. Dne 7. května 1941 byl z Liberce do loděnice odeslán dopis, který napsal starosta Eduard Rohn a k němu bylo přiloženo pět fotografii Liberce a okolí. V květnu 1941 na liberecké radnici z rukou starosty Eduarda Rohna a krajského zástupce NSDAP Porscheho byl předán patronátní dopis budoucímu veliteli ponorky nadporučíkovi Herbertu Opitzovi. I samotné vyplutí U 206 Reichenberg na první plavbu pod patronátem města Liberce bylo patřičně publikováno obsáhlými články v novinách a časopisech.

## Historie služby
Zakázka na stavbu ponorky byla podána 16. října 1939. Byla vyrobena v Kielu v závodech F. Krupp Germaniawerft AG pod výrobním číslem 635. Na vodu byla ponorka spuštěna 4. dubna 1941. Do služby byla zařazena u 3. ponorkové flotily–školní (německy 3. U-Flottille, anglicky 3rd U-boat Flotilla) v Kielu a 17. května 1941 vyplula na první zkušební plavbu, která trvala do 1. června 1941. Pak sloužila u 3. ponorkové flotily se základnou v Saint-Nazaire ve Francii pod velením kapitána (Kapitäinleuntnant) Herberta Opitze, velitelství La Palice ve Francii.

### 1. bojová plavba
Na první bojovou plavbu ponorka U 206 Reichenberg vyplula 5. srpna 1941 z Trondheimu v Norsku a trvala 37 dní do 10. září 1941 a vrátila se do přístavu v Saint-Nazaire. Proplula mezi Islandem a Faerskými ostrovy a zamířila na jih západně od Irska. Během plavby hlídkovala mezi Irskem a Grónskem. 9. srpna potopila torpédem britskou rybářskou loď Ocean Victor z Aberdeenu, které velel M. S. Slater. Útok třináctičlenná posádka nepřežila.

### 2. bojová plavba
Druhá bojová plavba začala 30. září a trvala do 28. října 1941 (29 dní). Tentokrát operační nasazení bylo v blízkosti Gibraltaru. 14. října 102 km (55 námořních mil) západně Gibraltaru potopila korvetu britského královského námořnictva HMS Fleur de Lys z konvoje OG-75 o výtlaku 925 tun. Zahynulo 70 námořníků, 3 přežili. 19. října 190 km (100 námořních mil) západně od Tarify v Andalusii, torpédovala britský parník Baron Kelvin o výtlaku 3081 tun. Z 42členné posádky 26 námořníků zahynulo. Přeživší byli zachráněni španělským parníkem Urola a britským HMS Duncan. Po splnění mise se ponorka U 206 Reichenberg vrátila na základnu v Saint-Nazaire.

### 3. bojová plavba
Třetí bojová mise začala 29. listopadu 1941, kdy U 206 Reichenberg vyplula z přístavu Saint-Nazaire. 30. listopadu měla provést ve stanovenou dobu radiový kontakt, to už pravděpodobně ležela na dně Biskajského zálivu. S největší pravděpodobností najela na britskou námořní minu a po následném výbuchu se potopila. Pohřešováni členové posádky (46 členů posádky) byli prohlášeni za mrtvé v březnu 1942. Na rozdíl od slavnostního spouštění a vyplutí nebyli dostatečně informováni ani členové rodin, ani představitelé města Liberce, přestože se v lednu a únoru 1942 dotazovali na osud ponorky i v loděnici.

### Vlčí smečky
Ponorka U 206 Reichenberg se zúčastnila čtyř vlčích smeček:
- Grönland (10. srpna–23. srpna 1941)
- Kurfürst (23. srpen–2. září 1941)
- Seewolf (2. září–7. září 1941)
- Breslau (2. října–23. října 1941)